# Mochlozetes penetrabilis
Mochlozetes penetrabilis is een mijtensoort uit de familie van de Mochlozetidae. De wetenschappelijke naam van de soort is voor het eerst geldig gepubliceerd in 1930 door Grandjean.